# US Ski Team Skiing
U.S. Ski Team Skiing (Le Ski pour la version canadienne francophone) est un jeu vidéo de ski développé par APh Technological Consulting et édité par Mattel Electronics, sorti en 1980 sur la console Intellivision sous licence de l'équipe de ski des États-Unis (United States Ski Team). Il a également été publié sous le nom Skiing notamment dans sa version Sears.

## Système de jeu
Le but du jeu est de terminer un parcours de descente à ski ou de slalom dans les plus brefs délais. Dans ce jeu, les deux parcours ont des portes à franchir mais, dans le slalom, les portes sont plus rapprochées. Le joueur dispose également de trois manches dans lesquelles enregistrer son meilleur temps. A la fin de chaque manche, l'horloge en bas affiche le temps.
Le joueur contrôle le skieur avec le disque directionnel, mais il dispose également d'un bouton de saut pour les bosses et d'un autre bouton pour prendre les virages plus serrés. Une pénalité de cinq secondes est appliquée pour chaque porte ou chaque saut manqué.

## Développement
Le jeu est programmé par Scott Reynolds chez APh Technological Consulting.
Les illustrations du packaging sont de Jerrol Richardson.

## Accueil
Lorsque la revue britannique TV Gamer teste le jeu en septembre, elle le considère comme étant « un des meilleurs jeux vidéo de ski disponibles » à ce moment-là.
Video Games note les « excellentes représentations vidéo de montagnes blanches, de ciels bleus, de portes colorées et d'une ligne d'arrivée réaliste » et les effets sonores « également superbes ». Le journaliste Noah Greenberg apprécie les composants introuvables dans son concurrent Skiing d'Activision, comme le choix de la pente du parcours et la possibilité de tourner plus serré dans les virages.

## Héritage
Le code source de Skiing est plus tard repris pour l'une des six épreuves du jeu Go for the Gold, développé à l'occasion des Jeux olympiques d'hiver de 1984, non commercialisé en raison de la fermeture soudaine de Mattel Electronics. Il est ensuite utilisé par Realtime Associates et INTV pour la création de Mountain Madness: Super Pro Skiing.
Skiing est présent, émulé, dans la compilation Intellivision Lives! (en) sortie sur diverses plateformes, ainsi que dans A Collection of Classic Games from the Intellivision sortie sur PlayStation.
Le 17 novembre 2010, Skiing est ajouté au service Game Room (en) de Microsoft, accessible sur Xbox 360 et PC.